# Alois Schreiber
Alois Schreiber (Trutnov (en alemán Trautenau), Reino de Bohemia (Imperio austríaco) hoy República Checa, 1 de diciembre de 1825 - Huaraz, 1886) fue un ingeniero de minas y político austríaco de habla alemana que se asentó en la ciudad ancashina de Huaraz. Fue alcalde de Huaraz entre 1867 y 1868, y cónsul del Imperio Austro-Húngaro) en Huaraz entre 1867 y 1886.

## Biografía
Alois Schreiber, como su padre, fue ingeniero de minas e hizo estudios en la Escuela Politécnica de París. En 1847 viajó al Perú, con su hermano Francisco, radicándose ambos en la ciudad de Huaraz. Se casó en Huaraz con Julia Esther Waddington, nieta de un cónsul inglés destacado a Huaraz (el primer cónsul inglés en Sudamérica). Fue Cónsul de Austria en Huaraz, director de la Beneficencia Pública de Huaraz en 1869 y 1872 y poco después presidente del Colegio Electoral de Huaraz. Se dedicó a las actividades agrícolas y fue propietario de las haciendas Collón, Lúcuma y Vicos, en las cercanías de Huaraz, teniendo su casa en la calle Belén de dicha ciudad donde falleció en marzo de 1886.
Tuvo tres hijos, de los que destaca Germán Schreiber, quien fue Ministro de Hacienda y Comercio (1907-1908, 1910 y 1914-1915) y Presidente del Consejo de Ministros (1910 y 1914-1915). Fue también Diputado por Huaraz y senador por Áncash.